# Крепелін
Крепелін (нім. Kröpelin) — місто в Німеччині, розташоване в землі Мекленбург-Передня Померанія. Входить до складу району Росток.
Площа — 67,26 км2. Населення становить 4789 ос. (станом на 31 грудня 2020).